# Maurice Perrion
Maurice Perrion, né le 8 septembre 1955, est un homme politique français.
Il a été maire de Ligné pendant 29 ans et président de la communauté de communes du Pays d'Ancenis pendant 4 ans. 
Il a occupé le mandat de sénateur de la Loire-Atlantique, pendant quelques mois en remplacement de Laurence Garnier nommée secrétaire d'État dans le gouvernement de Michel Barnier. Il a ensuite été réélu maire de Ligné.

## Biographie
Il est maire de Ligné pendant 29 ans et président de la communauté de communes du Pays d'Ancenis pendant 4 ans.
À la suite de la nomination de Laurence Garnier au gouvernement, il devient sénateur de la Loire-Atlantique.
À la suite du changement de gouvernement et Laurence Garnier ayant repris son poste de sénatrice, il a été de nouveau réélu maire de Ligné en janvier 2025.